# Igor Burzanović
Igor Burzanović, född 25 augusti 1985 i Titograd, nuvarande Podgorica, är en montenegrinsk fotbollsspelare som spelar för OFK Petrovac.
Igor Burzanović spelade 6 landskamper för det montenegrinska landslaget.